# 영인중학교
영인중학교(靈仁中學校)는 대한민국 충청남도 아산시 영인면 아산리에 있는 공립 중학교이다.

## 학교 연혁
- 1951년 12월 4일 : 설립인가(6학급)
- 1952년 5월 25일 : 개교 및 제1회 입학식(2학급)
- 2023년 3월 1일 : 제28대 고광석 교장 취임
- 2025년 1월 9일 : 제71회 졸업식(16명, 총 10,304명)
- 2025년 3월 4일 : 제74회 입학식(17명 입학)

## 참고 자료
- 영인중학교 - 한국교육학술정보원 학교알리미